# Aapamoor

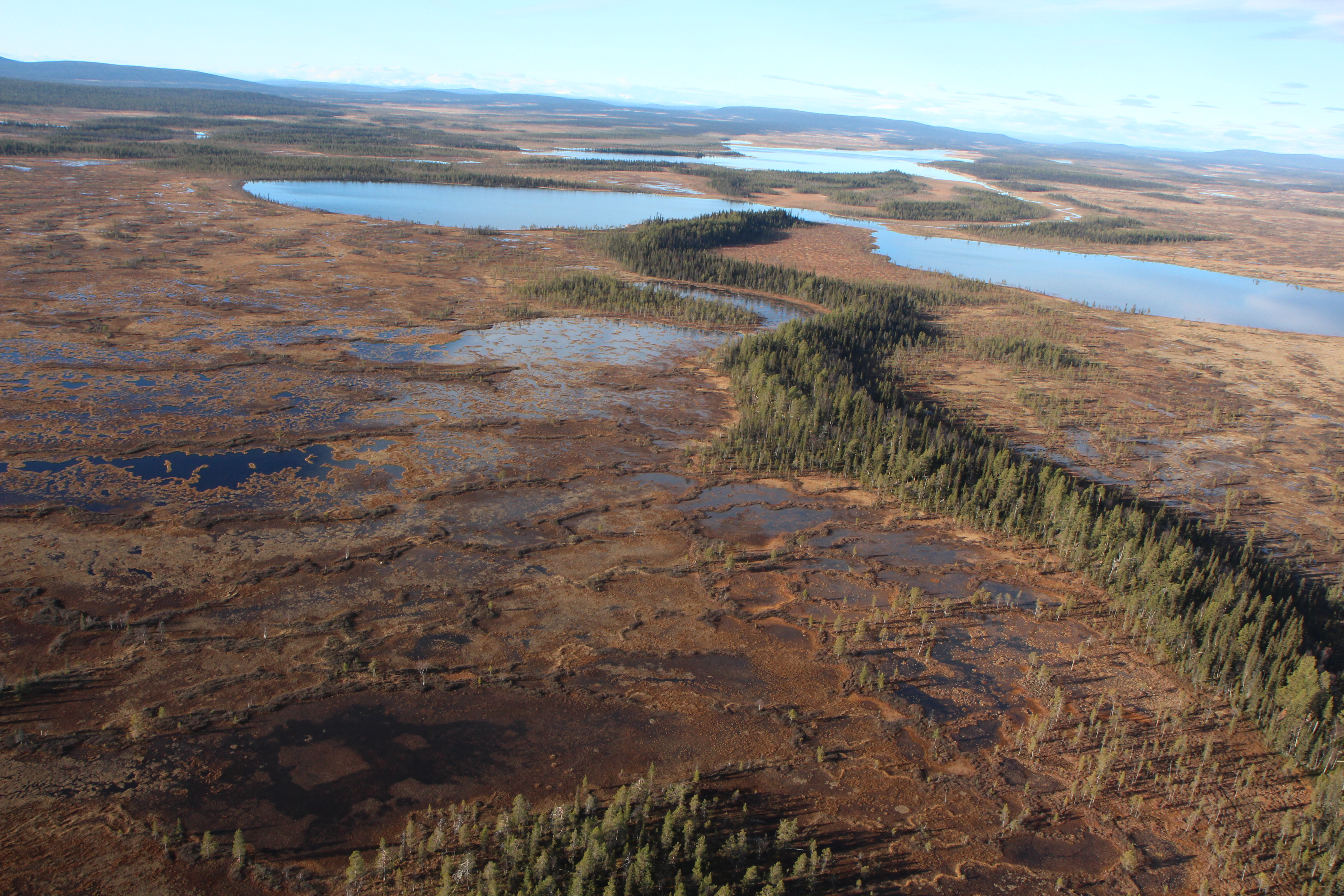
Aapamoor im Nationalpark Muddus in Schweden

Ein Aapamoor ist ein komplexer Moortyp mit einer Oberfläche (Bult-Schlenken-Komplex) aus nebeneinanderliegenden erhöhten „Bult-Strängen“ und wassergefüllten „Schlenken-Rinnen“ sowie einer insgesamt konkaven Oberfläche, der in der borealen Zone mit kaltgemäßigtem Klima – mit tiefem saisonalen Frost – entsteht. Aapamoore kommen vor allem in Europa in Fennoskandien vor, wo sie sich nördlich an die Zone der Hochmoore anschließen und werden noch weiter nördlich, im arktischen hohen Norden, von Palsa-Mooren abgelöst. Der Ausdruck Aapamoor stammt aus dem Finnischen und wird normalerweise nur für diese skandinavischen Moore verwendet. Morphologisch ähnliche Moore, als Strangmoore bezeichnet, sind unter entsprechenden Klimaeinflüssen viel weiter verbreitet: in Sibirien, in Nordamerika und auch in den Alpen. Aapa-Strangmoore sind vom hydrologischen Standpunkt Niedermoore, da sie nicht nur vom Grundwasser gespeist werden, sondern auf den Strängen auch ombrotrophe Elemente (Regenwasserzufluss) aufweisen.

## Beschreibung
Aapamoore entstehen nördlich der Zone der Schildhochmoore, wo es zu kalt und zu trocken für die Bildung echter Hochmoore ist. Es sind Flachmoore unter dem Einfluss hoch anstehenden Grundwassers oder fließenden Sickerwassers („minerotroph“), sie gehören also nicht zu den Hochmooren, deren Wasserversorgung weit überwiegend aus dem Regenwasser stammt („ombrotroph“). Im Gegensatz zu diesen sind sie nicht in der Mitte aufgewölbt, sondern flach und eben oder in der Mitte sogar etwas eingesenkt (konkav).
Dennoch werden die typischen erhöhten „Bulten-Torfstränge“ wie bei Hochmooren nur noch durch Niederschlagswasser versorgt. Bereits bei einem Gefälle von weniger als 2° können sich parallele, ombrotrophe Strukturen entwickeln, die als charakteristisches Merkmal der Aapamoore gelten. Durch das zufließende Wasser werden sie mit Salzen und Nährstoffen versorgt. Wie alle Moore besitzen sie aber eine unter Luftabschluss aus zersetzender Pflanzenbiomasse gebildete, hier meist relativ dünne Torf-Auflage. Aapamoore können, vor allem im südlichen Teil ihres Verbreitungsgebiets, etwa in Mittelfinnland, als weitgehend ebene, sumpfartige Wiesenmoore ausgeprägt sein. Diese bestehen meist überwiegend aus Seggen, in küstennahen Bereichen, mit hoher Nährstoffauswaschung, ähneln sie auch Zwischenmooren (oder Übergangsmooren), die im Charakter der Vegetation zwischen typischen Flach- und Hochmooren stehen. In den typischen Aapamooren sind darin erhöhte Bultenstränge vorhanden, die aus torfigem Material nach und nach in die Höhe wachsen. Es bildet sich ein Mosaik aus stärker vernässten Senken mit darin eingestreuten, trockeneren erhöhten Bulten, die den Bult-Schlenken-Komplexen der Hochmoore ähneln, aber sowohl anders entstehen als auch andere Hydrologie und Vegetation aufweisen.
Die Entstehung der Bulte und Stränge ist im Detail unklar. Meist wird sie dadurch erklärt, dass das zeitweise langsam fließende Wasser wellenartig bestimmte Bereiche ausspart, die dann durch Torf-Akkumulation in die Höhe wachsen. Dadurch wird der Fließraum eingeengt, so dass die verbleibenden Rinnen immer stärker vernässen. Eine ergänzende Hypothese zur Entstehung besagt, dass periglaziale Prozesse – bei denen gefrorene Torfschollen hangabwärts wandern und dachziegelartig übereinander gestapelt werden – zur Ausbildung asymmetrischer Strukturen beitragen können, wobei die Stränge hangaufwärts flacher und hangabwärts steiler ausfallen und oft durch Eiskerne akzentuiert werden.
Die höheren Abschnitte des Aapamoors sind entweder kleinteilig strukturierte Bulte oder größere, allmählicher ansteigende Loben. Die höherliegenden Streifen werden Stränge, die tieferliegenden, stärker vernässten Rinnen werden flark (schwedisch flarkar, finnisch auch rimpi) genannt. Die höher aufwachsenden Stränge sind im Charakter hochmoorähnlicher, sie können auch Holzgewächse tragen. Weiter nördlich werden die Flarke breiter und meist stärker vernässt, die Stränge bilden ein unregelmäßiges Netzmuster darin; diese More werden finnisch pounikko genannt. Die Flarke sind dann oft im Frühjahr flach eingestaut, sie bleiben dann nahezu vegetationsfrei, ihr Grund besteht aus nacktem Torf. In der Randzone sind Bulte zu finden, deren Kern aus Eis besteht, das auch im Sommer nicht völlig auftaut (finnisch pouno). Noch weiter nördlich, im Übergang von der borealen Taiga-Zone in den (hemiarktischen) Tundren-Gürtel werden die Aapamoore durch Palsamoore abgelöst. Die Palsas sind mächtige, fast hügelartige Bulte, deren Kern durch Permafrost gebildet wird.

## Vegetation

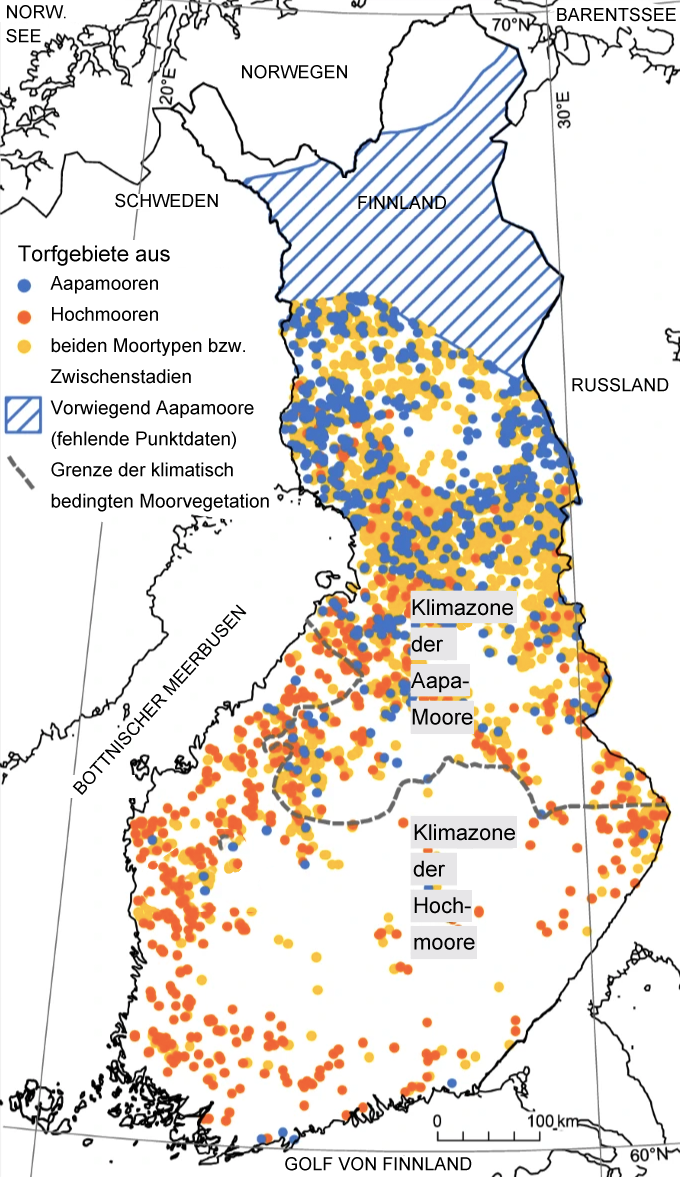
Finnlands Moore: Beispiel für die Ungenauigkeit der Grenzziehung zwischen Moorregionen

Ein Aapamoor ist, wie im vorigen Absatz beschrieben, ein Moorkomplex aus verschiedenen Elementen, die sich in ihrer Vegetation und Flora merklich unterscheiden. Sie werden dementsprechend im pflanzensoziologischen System in unterschiedliche Vegetationseinheiten gefasst. Dominierende Torfmoosart ist das Braune Torfmoos (Sphagnum fuscum), das in ärmeren Aapamooren auch in den Flarken (dann finnisch neva genannt) dominieren kann. Typische Art sind hier die Schlamm-Segge (Carex limosa), die Blumenbinse (Scheuchzeria palustris) und
Scheiden-Wollgras (Eriophorum vaginatum). Reichere Flarke zeigen Seggenwiesen aus Faden-Segge (Carex lasiocarpa) und Schnabel-Segge (Carex rostrata). Die Stränge weisen neben Sphagnum fuscum auch Sphagnum magellanicum und Sphagnum angustifolium auf. Dazwischen wachsen Zwergsträucher wie Torfgränke (Chamaedaphne calyculata), Rosmarinheide oder Poleigränke (Andromeda polifolia), Zwergbirke (Betula nana), Moltebeere (Rubus chamaemorus), aber auch Sträucher wie Sumpfporst (Rhododendron tomentosum) und gelegentlich schütterer Baumwuchs aus oft krüppelwüchsigen Kiefern, Moor-Birken, nach Norden hin auch Fichten. Nordamerikanische Strangmoore sind auch von Ostamerikanischer Lärche (Larix laricina) bestanden.
Die Aapamoore liegen typischerweise im borealen Nadelwald, mit dem sie durch einen teilweise vermoorten Randgürtel verbunden sind. In der Übergangszone nach Süden hin können auch echte Hochmoore direkt angrenzen („Mischkomplexe“), so im bekannten Moorgebiet Skattlösbergs Stormosse in Mittelschweden. Die Übergangszonen zwischen Aapa- und anderen Mooren sind hunderte Kilometer breit, sodass die Kartierung immer nur nach den überwiegenden Typen vorgenommen werden kann.

## Verbreitung

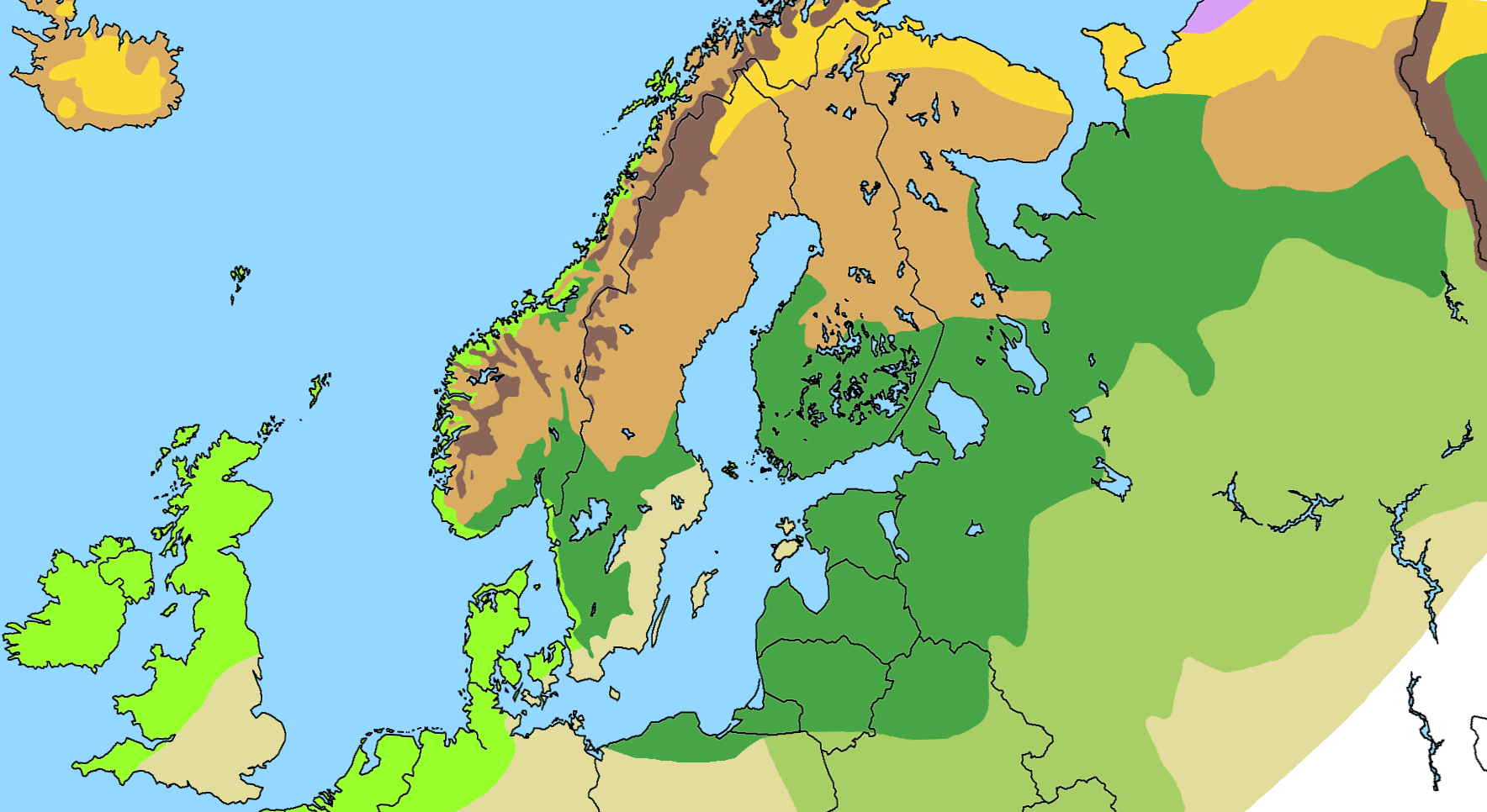
Verbreitung der Aapamoore (hellbraun) in Europa. Im Norden anschließend Palsamoore (gelb), im Süden Hochmoore (dunkelgrün), eingestreut div. boreale Gebirgsmoore (dunkelbraun)

Der weitaus größte Teil der Aapamoore Eurasiens liegt in Nordeuropa nördlich von 62 Grad geographischer Breite. Hier teilt sich die Region in drei Teilflächen: Die größte bedeckt die fennoskandinavische Halbinsel mit Ausnahme der höchsten Fjällgebiete, der südlichen Drittel Schwedens, Finnlands und Kareliens sowie der subarktischen Gebiete (Tundra und Waldtundra) im höchsten Norden. Getrennt davon liegt eine zweite Region östlich des Nord-Urals (etwa von der Größe Rumäniens). Auch Island (außerhalb der Permafrostregion) gehört zur Aapa-Provinz Europas.
Das größte geschützte Aapamoorgebiet ist Sjaunja-Ape in Nord-Schweden. Zusammen mit den angrenzenden Gebieten Jalton ape und Muddus ape umfasst es eine Fläche von rund 620 km². Ein weiteres sehr großes Aapamoorgebiet Schwedens liegt zwischen Kiruna und Karesuando. (Die Flächengröße ist nicht bekannt und die Moorgebiete Lapplands sind ein schwer einzugrenzendes Landschaftsmosaik; nach vegetationskundlichen Karten erscheint es noch größer zu sein). Als größtes zusammenhängendes Aapamoor wird das 400 km² große Posa-Aapa-Moor bei Sodankylä in Nordfinnland genannt.
In der nördlichen Taiga Westsibiriens werden Aapamoore in der Regel in Kartenwerken nicht separat ausgewiesen, obgleich sie im Moormosaik durchaus vorkommen. Sie werden etwa als Teil der Palsamoor-Zone genannt. Zudem befindet sich eine kleine Aapamoor-Region an der nordöstlichen Küste der Halbinsel Kamtschatka, während in den hochkontinentalen Hochländern Ostsibiriens aufgrund Kälte und Trockenheit weder Hoch- noch Aapamoore vorkommen.
Strangmoore (englisch patterned fens oder ribbed fens), die den skandinavischen Aapamooren weitgehend entsprechen – aber nicht mit diesem Namen bezeichnet werden –, sind im nördlichsten Nordamerika – sowohl in Küstennähe wie auch im Landesinneren – von Alaska durch die gesamten nördlichen Wälder einschließlich der offenen Flechtenwälder Kanadas nördlich von etwa 56° nördlicher Breite bis an die Westküste der Hudson Bay verbreitet.

### Strangmoore der Alpenländer
In Österreich und der Schweiz finden sich in der alpinen Höhenstufe manchmal Strangmoore, die den Aapamooren Skandinaviens ähneln. Die Bildung von Hochmooren wird hier durch durchsickerndes, oder sogar flach überstauendes Schmelzwasser der tauenden Schneedecken verhindert.

## Naturschutz
Aapamoore sind, unter der Codenummer 7310, ein prioritär schutzwürdiger Lebensraumtyp nach dem Anhang I der Richtlinie 92/43/EWG (Fauna-Flora-Habitat-Richtlinie). Die Mitgliedsstaaten der EU sind damit aufgefordert, für sie besondere Schutzgebiete im Rahmen des Schutzgebietssystems Natura 2000 auszuweisen.